# Nítkovice
Nítkovice (in tedesco Nitkowitz) è un comune della Repubblica Ceca facente parte del distretto di Kroměříž, nella regione di Zlín.